# OSD Beograd
L'OSD Beograd (en serbi: Omladinsko sportsko društvo Beograd / Омладинско спортско друштво Београд) és una organització poliesportiva de la ciutat de Belgrad a Sèrbia.
Fundada el 25 de març de 1945 com Sportski Klub Metalac. L'estiu de 1950 el nom es va canviar per Beogradsko sportsko društvo i, posteriorment, a l'hivern de 1957, va canviar per Omladinsko sportsko društvo Beograd.
Aquesta organització és coneguda pel seus equips de futbol i bàsquet, però també té seccions en handbol, atletisme, ciclisme, escacs, tenis i judo.